# Lucian Freud

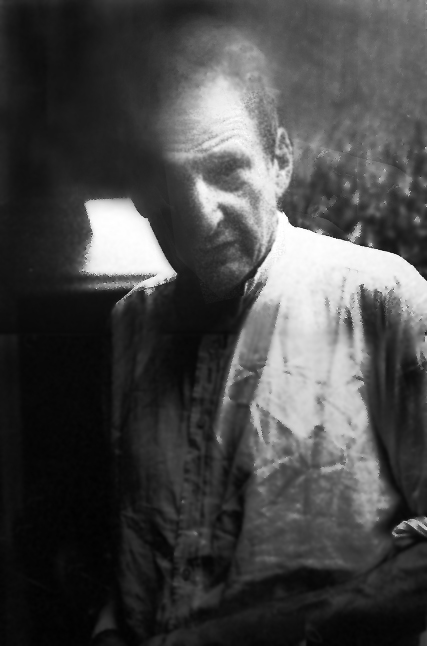
Lucian Freud

Lucian Freud  (* 8. Dezember 1922 in Berlin; † 20. Juli 2011 in London) war einer der bedeutendsten Porträtmaler des 20. Jahrhunderts. Der Kunstkritiker Robert Hughes bezeichnete Lucian Freud im Jahr 2004 als „Großbritanniens größten lebenden Maler“ (“Britain's greatest living Artist”).

## Biographie

### Herkunft und Ausbildung
Lucian Freud war Enkel von Sigmund Freud und einer der drei Söhne des österreichischen Architekten Ernst L. Freud. Seine Mutter Lucie (Lux) Freud, geb. Brasch (1896–1989), stammte aus einer Berliner Kaufmannsfamilie. Lucian Freud hatte zwei Brüder, Stephen Gabriel Freud (1921–2015) und den Schriftsteller und Politiker Clement Raphael Freud (1924–2009).
Die Familie wohnte im Berliner Bezirk Tiergarten am Matthäikirchplatz. Er besuchte das Französische Gymnasium. 1933 emigrierte die Familie aufgrund des steigenden Antisemitismus nach England, wo Freud 1939 die britische Staatsbürgerschaft annahm.
Lucian Freud besuchte die Dartington Hall School in der Grafschaft Devon und die Bryanston School in Dorset, von der er nach einem Jahr wegen Disziplinschwierigkeiten verwiesen wurde.
In den Jahren 1938 und 1939 nahm das Central Saint Martins College of Art and Design in London den 16-Jährigen für wenige Monate auf.

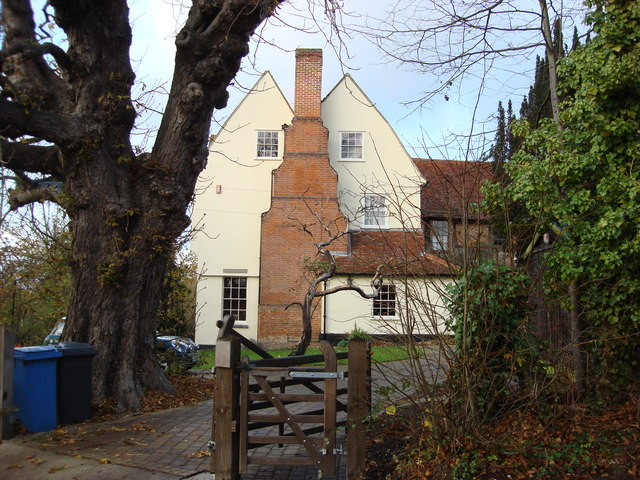
Benton End House

Von 1939 bis 1941 belegte er Kurse an der von Cedric Morris gegründeten East Anglian School of Painting and Drawing in Dedham. Diese zog 1940 nach einem Bombentreffer nach Benton End-House in Suffolk nahe Hadleigh um. 1941 wurde er zur Handelsmarine eingezogen, aber bereits nach drei Monaten ausgemustert. Anschließend studierte er bis 1943 am Londoner Goldsmiths College.

### Frühwerk
Freud bezog 1941 eine Wohnung in Delamere Terrace in Paddington. In diesem Londoner Stadtteil lebte er dreißig Jahre bis zu seinem Umzug nach Holland Park 1977.
Im Jahr 1943 beauftragte ihn der Herausgeber der Zeitschrift Poetry London, der anglo-indische Poet und Literat Meary James Tambimuttu (1915–1983), mit der Illustration des Gedichtbands The Glass Tower von Nicholas Moore. Der Band, für den Freud auch das Titelblatt entwarf, enthält neben drei Farblithographien insgesamt 14 Tierzeichnungen, die das Ergebnis seiner Studien im Londoner Zoo sind. Sie stehen nur in losem Bezug zu den Gedichten und verleihen dem Buch das Aussehen eines modernen Bestiariums. Freuds erste Einzelausstellung fand 1944 in der renommierten Lefevre Gallery in London statt.
1946 verbrachte er zwei Monate in Paris bei seinem Freund John Craxton, den er 1941 kennengelernt hatte. Dort entstanden seine beiden ersten Radierungen. Nach einer Ausstellung in der Schweiz reiste Craxton nach Südeuropa und hielt sich vom Spätsommer 1946 bis zum folgenden Frühling auf der griechischen Insel Poros auf, wo ihn Freud besuchte und Stillleben mit Zitronen, Mandarinen oder Disteln in einem strahlenden südlichen Licht malte. Die beiden Maler skizzierten sich auch gegenseitig.
Im Jahr 1947 lernte Freud Kitty Garman kennen, die er 1948 heiratete. Sie war eine Tochter des Bildhauers Jacob Epstein und Nichte von Lorna Wisharts (1911–2000), mit der Freud ein längeres Verhältnis gehabt hatte. Beide besuchten 1947 den Maler Graham Sutherland in Aix-en-Provence. Sutherland, der ein hervorragender Grafiker war, hatte sich zwischenzeitlich der surrealistischen Malerei zugewendet und schenkte Freud sein Radierwerkzeug. In Aix entstand u. a. die Radierung Girl with a Fig Leaf, ein Porträt Kitty Garmans mit einem Feigenblatt in der Hand, das fast ihr ganzes Gesicht verdeckt. Mit der Illustrierung der surrealistischen Novelle Equilibriad (1948) von William Sansom (1912–1976) endete vorerst Freuds Phase intensiver Auseinandersetzung mit der Zeichnung, und er wendete sich verstärkt der Malerei zu.

### 1950–1970
1949 nahm er eine Stelle als Visiting Tutor an der Slade School of Fine Art an, wo er bis 1954 unterrichtete.
1951 war er mit seinem Bild Interior in Paddington an der Ausstellung Sixty Paintings for ’51 im Rahmen des Festival of Britain beteiligt. Für das Bild wurde er vom Arts Council of Great Britain mit einem Förderpreis von 500 Pfund Sterling ausgezeichnet. Es war sein erstes großes Auftragswerk und zugleich sein erstes großformatiges Bild.
In einer Raumecke dargestellt ist der Fotograf Harry Diamond (1924–2009), der hier Freud zum ersten Mal Modell steht, in Gesellschaft einer dominanten Topfpflanze. Beide stehen auf einem roten Teppich, den Freud speziell für dieses Bild bei einem Trödler erworben hatte. Der Blick aus dem Fenster fällt auf den Grand-Union-Kanal in dem als Little Venice bekannten Londoner Quartier.
1952 begann seine Affäre mit der aus einer anglo-irischen Aristokraten-Familie stammenden Lady Caroline Blackwood, deren Mutter ein Mitglied der Guinness-Familie war. Sie brannte als 21-Jährige mit Freud nach Paris durch und heiratete ihn dort am 9.Dezember 1953. Zurück in London wurde sie zu einem Mittelpunkt der Londoner Bohème. 1957 wurde die Ehe geschieden. Freud porträtierte Caroline Blackwood mehrmals, z. B. 1952 als Hotel Bedroom. Girl in Bed und 1954 als Girl in a Green Dress.
1954 wurden Werke von Freud, Francis Bacon und Ben Nicholson als britischer Beitrag auf der Biennale von Venedig ausgestellt. Von Freud wurden 22 Bilder gezeigt. In den folgenden Jahren erhielt Freud zunehmend Aufträge aus der englischen Aristokratie, die ihm ein sorgenfreies Leben ermöglichten. In dieser Zeit hielt er sich gelegentlich auch in Irland auf, wo er in Dublin mit dem Maler Patrick Swift (1927–1983) das Atelier zeitweise teilte. Dabei malte Patrick Swift auch das Portrait of Lucian Freud in Patrick Swift's Hatch Street Studio.
In den frühen 1950ern porträtierte er den Maler John Minton (1917–1957) und 1951/1952 zum ersten Mal Francis Bacon – Portrait of Francis Bacon. Dieses Bild wurde 1988 aus der Berliner Neuen Nationalgalerie gestohlen und ist seitdem verschollen. In London gehörte Freud zu einer losen Gruppe von Künstlern, die „figurativ“ malten, und die der amerikanische Maler R. B. Kitaj als School of London („Londoner Schule“) bezeichnete. Diese Maler, die mehr oder weniger intensiv miteinander in Kontakt standen, schufen gegenständliche Bilder in einer Zeit, in der die abstrakte Malerei, Konkrete Kunst und die Performance- und Installationskunst die internationale Kunstszene dominierten. Neben Freud und Bacon zählten Frank Auerbach, Michael Andrews, Leon Kossoff, Robert Colquhoun (1914–1962), Reginald Gray und Kitaj selbst zu diesem Kreis.

### 1971–2012
Freuds zweite Einzelausstellung fand 1974 in der Londoner Hayward Gallery statt und wurde von Arts Council of Great Britain organisiert. 1977 zog Freud in den Londoner Stadtteil Holland Park um.
Ab 1979, als die Nishimura Gallery in Tokio die erste Ausstellung in Japan organisierte, wurden seine Bilder in Galerien und Museen auch außerhalb von Großbritannien gezeigt. So war er 1981 an der Ausstellung Eight Figurative Artists am Yale Center for British Art in New Haven, USA, beteiligt. 1987 organisierte der British Council eine Retrospektive für das Hirshhorn Museum and Sculpture Garden in Washington, DC, die anschließend im Musée National d’Art Moderne in Paris, in der Hayward Gallery und in der Neuen Nationalgalerie in Berlin gezeigt wurde.
In den 1990er Jahren lernte Freud Leigh Bowery kennen, einen Performance-Künstler, der sich durch seine phantasievoll-schrillen Auftritte in der Kunstszene einen Namen gemacht hatte, und der ihm mehrmals Modell saß. Über Bowery lernte er Sue Tilley kennen, eine Verwaltungsangestellte mit beachtlichem Körperumfang. Zwischen 1993 und 1996 porträtierte er sie insgesamt viermal und fertigte außerdem zwei Porträts als Radierungen an.
Zwei dieser großformatigen Ölbilder erzielten 2008 und 2015 bei Christie’s Spitzenpreise. 1991 organisierte der British Council eine Ausstellung unter dem Titel Lucian Freud. Paintings and Works on Paper („Gemälde und Werke auf Papier“) für den Palazzo Ruspoli in Rom. Die Schau wurde anschließend in der Tate Liverpool gezeigt und wurde nach drei Stationen in Japan 1993 in Australien mit Ausstellungen in Sydney und Perth beendet. Die Ausstellung Lucian Freud. Recent Works („Jüngste Werke“) der Whitechapel Gallery von 1993 fand anschließend im Metropolitan Museum of Art in New York und dem Museo Reina Sofia in Madrid statt. Weitere nationale und internationale Ausstellungen folgten. 2010 zeigte das Centre Pompidou in Paris unter dem Titel l’Atelier (The Studio) Freuds letzte Ausstellung zu Lebzeiten.
Am 20. Juli 2011 starb Freud in London. Er wurde am 27. Juli auf dem Highgate Cemetery bestattet, die Trauerrede hielt der Erzbischof von Canterbury, Rowan Williams.

### Nachkommen
Lucian Freud war ab 1948 mit Kitty Garman verheiratet, einer Tochter des Bildhauers Jacob Epstein; die Ehe wurde 1952 geschieden. Am 9. Dezember 1953 heiratete Lucian Freud Lady Caroline Blackwood. Diese Ehe blieb kinderlos und wurde 1959 geschieden.
Aus seinen zahlreichen Beziehungen hatte Freud eine Reihe von Kindern; über ihre genaue Anzahl wird in der Presse spekuliert. Die Journalistin Gina Thomas nannte vierzehn Kinder von sechs Frauen.
- Kitty Garman (1926–2011)

1. Annie Freud (* 1948)
2. Annabel Freud (* 1952)

- Suzy Boyt (* 1935) war eine Studentin Freuds an der Slade School of Fine Art. Aus der Beziehung gingen vier Kinder hervor.[13]

1. Alexander Boyt (* 1957)
2. Rose Boyt (* 1959) (Rose Pearce), Schriftstellerin
3. Isobel Boyt (* 1961)
4. Susie Boyt (* 1969), Romanautorin, Kolumnistin

- Katherine Margaret McAdam (1933–1998) war in den späten 1950ern Studentin an der St Martins School of Art in London, als sie Freud auf einer Party kennenlernte.

1. Jane McAdam Freud (* 1958), Bildhauerin[14]
2. Paul Freud (* 1959) (Paul McAdam), Maler

- Bernardine Coverley (1943–2011), Lehrerin

1. Bella Freud (* 1961), Modedesignerin
2. Esther Freud (* 1963), Schriftstellerin

- Jacquetta Eliot, Countess of St Germans (geborene Jacquetta Lampson, * 1943) war eine Dame der Gesellschaft. Zwischen 1969 und 1978 saß sie Lucian Freud, der sie mehrfach zeichnete, für mehrere seiner Akt-Bilder Modell.

1. Francis Michael Eliot (* 1971) 2002 ließ er seinen Namen amtlich in Francis Michael Freud umbenennen.[15]

- Celia Paul (* 1959), Künstlerin. Lucian Freud, der damals 55 Jahre alt war, lernte sie als 18-jährige Studentin an der Slade School of Fine Art kennen, wo er ihr Tutor war. Es dauerte mehrere Monate, bis sie ein Liebespaar wurden und zwei Jahre, bevor sie ihm Modell saß.

1. Frank Paul (* 1984), Künstler[16][17]

## Werk
Freud bezieht seine Bilder aus der Beobachtung nackter wie bekleideter Menschen, die in der Regel zu seinem persönlichen Umfeld gehören – in Bewegung, in Ruhe, im Schlaf. „Das ist ein wenig wie Tierwelt-Fotografie – von einem der Tiere“,  wie er selbst sagte. Lucian Freud stellt Menschen und Tiere in der Regel dar, als seien sie unbeobachtet und völlig entspannt. Freuds eigenwillige Erweiterung des Porträts hin zu Nacktporträts (naked portraits), die mit konventionellen Aktdarstellungen nichts gemein haben, hat ihn zu einer Ausnahmeerscheinung innerhalb der figurativen Malerei gemacht. Freud malt seine Modelle in langen Sitzungen, die vielfach über Monate hinweg mehrere Stunden je Woche in Anspruch nahmen. Arbeitete er in den 1940ern noch mit dünnem flächigen Farbauftrag, so wich dieser bald einer pastosen Bildoberfläche.

Zwischen 1993 und 1996 malte Freud eine Serie von vier Akten, die jeweils im Abstand von rund einem Jahr entstanden. Modell der Bilder war immer Sue Tilley. Der Kontakt zwischen ihr und Freud wurde durch Leigh Bowery hergestellt, der mit Freud befreundet war und ihm ebenfalls mehrfach Modell gesessen hat. Bowery hatte Sue Tilley, die eine Anstellung in einem Londoner Arbeitsamt hatte, im Londoner Nachtklub „Taboo“ kennengelernt.
Freud überzeugte die damals ungefähr 125 Kilogramm wiegende Sue Tilley, sich ihm als Modell über mehrere Jahre zur Verfügung zu stellen. Die Sitzungen, die in der Regel am Wochenende gegen Abend stattfanden und mehrere Stunden dauerten, zogen sich jeweils rund neun Monate hin.
2001 malte er zum Anlass des Kronjubiläums der Königin ein Porträt der Königin Elisabeth II., das in der Jubiläumsausstellung 2002 in der National Portrait Gallery gezeigt wurde und das sich heute im Besitz der königlichen Sammlung befindet.

## Zitate
“Art and love are the only serious things for me”

„Liebe und Kunst sind für mich die einzigen ernsthaften Dinge.“

‘My work,’ he said, ‘is purely autobiographical. It is about myself and my surroundings. It is an attempt at a record. I work from people that interest me, and that I care about and think about, in rooms that I live in and know.’

„‚Mein Werk‘, sagte er, ‚ist rein autobiographisch. Es ist über mich selbst und meine Umgebung. Es ist ein Versuch eines Berichts. Ich arbeite über Leute, die mich interessieren, die ich mag und über die ich nachdenke, in Räumen, in denen ich lebe und die ich kenne.‘“

“I could never put anything into a picture that wasn’t actually there in front of me, […] That would be a pointless lie, a mere bit of artfulness.”

„Ich könnte niemals etwas in ein Bild hineintun, was nicht aktuell vor mir liegt […] Das wäre eine sinnlose Lüge, nichts als ein wenig Täuschung.“

## Auszeichnungen
- 1983: Companion of Honour
- 1988: Wahl zum Mitglied der American Academy of Arts and Letters
- 1993: Order of Merit
- 1997: Rubenspreis der Stadt Siegen
- 2002: Jerg-Ratgeb-Preis
- 2004: Mitglied der American Academy of Arts and Sciences

## Nachlass

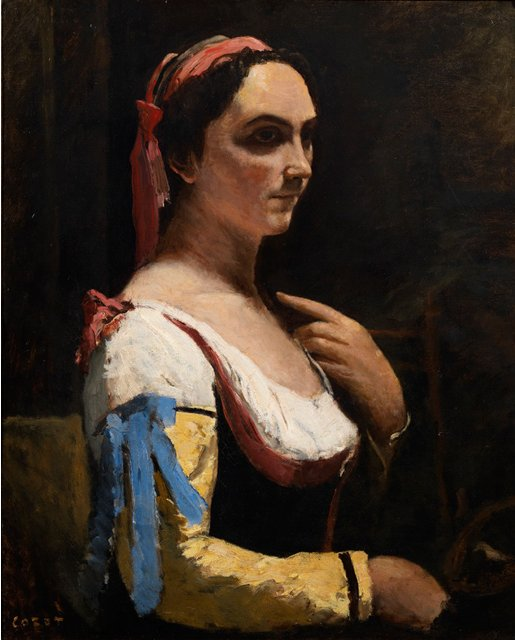
Corot: L’Italienne, 1870. National Gallery, London

Freud hinterließ ein Vermögen von 96 Millionen Pfund. Zum Begleichen der Erbschaftssteuer wurden u. a. vier Werke aus seiner Sammlung britischen Museen übergeben, darunter die Bronzefigur eines galoppierenden Pferdes von Edgar Degas an das National Museum of Art in Cardiff.
Das Bild von Camille Corot L’Italienne ou La Femme à la Manche Jaune, das Freud 2001 in einer Auktion erworben hatte und das seit dieser Zeit in seinem Atelier hing, erhielt nach seiner testamentarischen Verfügung die National Gallery als Dank Freuds für die freundliche Aufnahme seiner Familie in Großbritannien nach der Flucht aus NS-Deutschland. Ein Legat von 2,5 Millionen Pfund steuerfrei und ein Haus in West London erhielt sein langjähriger Assistent David Dawson.
Das nach Legaten und Steuern verbliebene Vermögen von 42 Millionen Pfund wird in einem Trust von der Anwältin Diana Rawston und Freuds Tochter Rose Pearce verwaltet.
Diese Regelung wurde von Freuds Sohn Paul McAdam, der wie Freuds andere Kinder im Testament nicht bedacht wurde, vor Gericht angefochten.
Im Jahr 2015 erhielt die National Portrait Gallery Lucian Freuds Archiv, womit eine Steuerschuld von 2,94 Millionen Pfund abgeglichen wurde. Das Archiv enthält 47 Skizzenbücher, diverse Zeichnungen, ein Konvolut seiner Kinderzeichnungen und eine Briefsammlung. Im selben Jahr wurde über den Arts Council of England Freuds Sammlung von Werken seines Kollegen und langjährigen Freundes Frank Auerbach zur Begleichung von Steuerschulden verwendet. Die Sammlung von fünfzehn Ölbildern und 29 Papierarbeiten wurde auf rund 20 kleinere Museen in Großbritannien verteilt, das wertvollste der Bilder Rebuilding the Empire Cinema, Leicester Square aus dem Jahr 1962 ging an das Courtauld Institute in London, weitere Werke erhielten das National Museum Cardiff, die Tate Modern, die Hatton Gallery in Newcastle, die Hartlepool Art Gallery, die New Art Gallery in Walsall und Glasgower Museen. Die Sammlung von Glückwunschkarten zu Freuds Geburtstag, die Auerbach gestaltet hatte, erhielt das Fitzwilliam Museum Cambridge.

## Lucian Freud auf dem Kunstmarkt
Lucian Freud zählt zu den Künstlern der Gegenwart, deren Gemälde auf Auktionen Spitzenpreise erzielen. Auch die bei Auktionen erzielten Preise für Grafik liegen im mittleren Spitzenfeld.
2008 erzielte das Porträt von Sue Tilley Benefits Supervisor Sleeping (1995) bei Christie’s 33,6 Millionen US-Dollar und brach damit den Rekordpreis, der bis dahin für ein Bild eines lebenden Künstlers gezahlt worden war.
Bei Sotheby’s Londoner Contemporary art-Abendauktion vom 13. Oktober 2011 spielte das Gemälde Boys Head (1952), ein kleinformatiges Porträt von Charlie Lumley, knapp 5 Millionen Dollar ein.
Das Bild Benefits Supervisor Resting brachte bei einer Auktion bei Christie’s am 13. Mai 2015 56.165.000 Dollar ein.
Am 11. November 2015 wurde bei Christie’s in New York das Portrait von Andrew Parker Bowles (2003/04) für 34,89 Millionen Dollar versteigert. Dargestellt ist der erste Ehemann von Camilla Parker Bowles.
Preise für Grafik beginnen bei 6000 Dollar. Einen Spitzenpreis für eine Grafik mit 49.125 Dollar wurde am 15. Februar 2012 bei Christie’s für „After Chardin“ (Radierung 2000) erreicht. Bei einer Versteigerung bei Philipps in London am 15. Oktober 2015 wechselten zwei Radierungen, die sein Modell Sue Tilley darstellen, für 100.000 Pfund den Besitzer.
Häufig wechseln seine Bilder allerdings privat und über den Kunsthandel den Besitzer, die gezahlten Preise werden dann nicht bekannt.
Am 12. November 2013 wurde das Bild Three Studies of Lucian Freud (Triptychon) von Francis Bacon aus dem Jahr 1969 bei Christie’s in New York für 142,4 Millionen US-Dollar versteigert (Höchstgebot 127.000.000 US-Dollar zuzüglich Kommission). Das Werk war damit das zu diesem Zeitpunkt am teuersten verkaufte Gemälde.

## Einzelausstellungen (Auswahl)

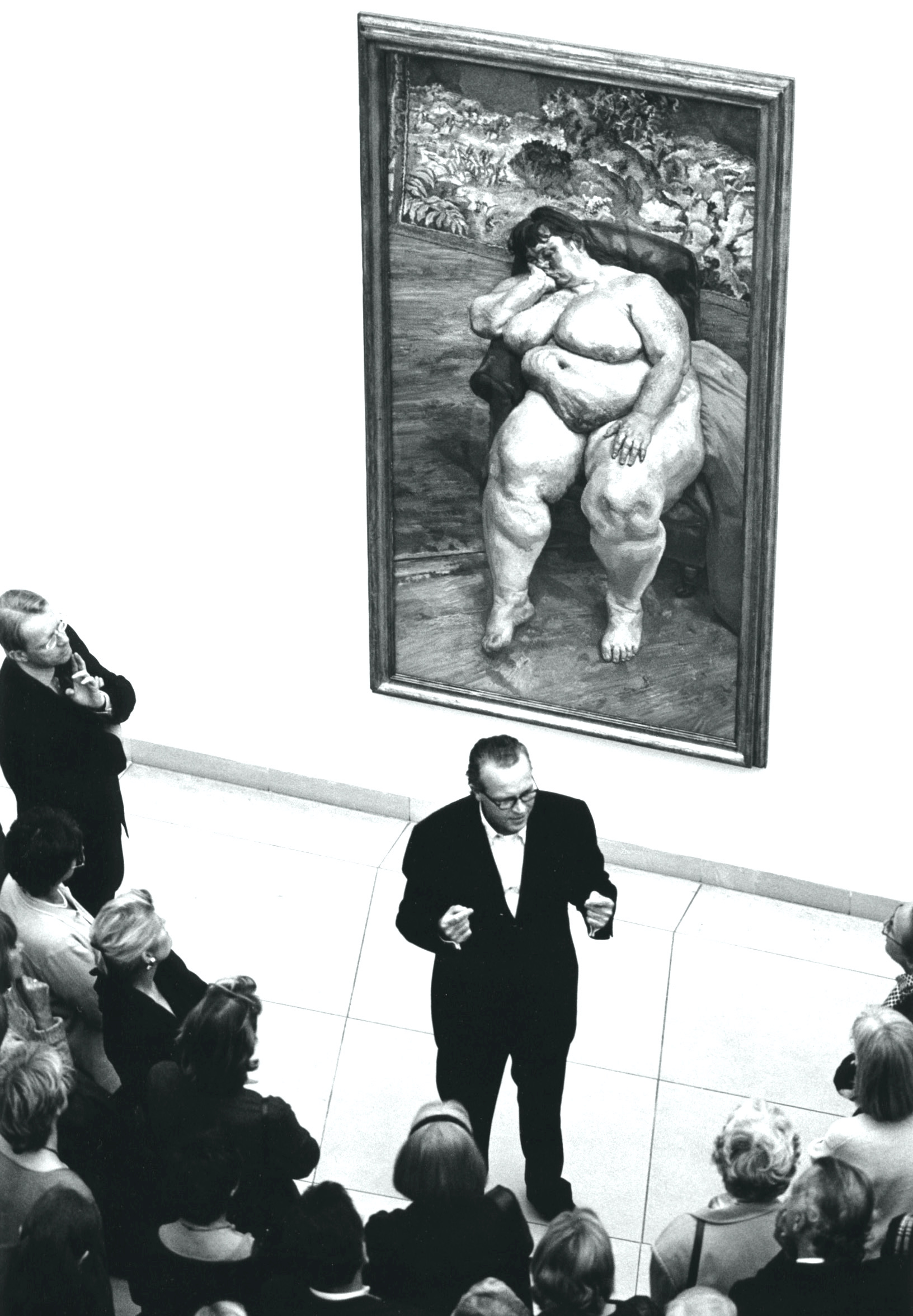
Kurator Rolf Lauter referiert 2000 in Frankfurt vor „Sleeping by the Lion Carpet“.

- 2022: Lucian Freud: Plant Portraits, Garden Museum, London
- 2022: Lucian Freud. The Painters and His Family. Freud-Museum, London[12]
- 2019/20: Lucian Freud. Selbstporträts. Royal Academy of Arts, London
- 2018: Frank Auerbach & Lucian Freud, Städel, Frankfurt am Main
- 2018: All Too Human, Bacon, Freud and a Century of Painting Life; Tate Britain, London
- 2017: Lucian Freud „Closer“. Martin-Gropius-Bau, Berlin
- 2016/2017: Freud Project. IMMA, Irish Museum of Modern Art, Kilmainham, Dublin, Republik Irland
- 2015: Lucian Freud. Etchings. The Fralin Museum of Art, Charlottesville, Virginia
- 2015: Lucian Freud und das Tier. Museum für Gegenwartskunst, Siegen
- 2013: Lucian Freud Kunsthistorisches Museum, Wien
- 2012: Lucian Freud – Portraits, National Portrait Gallery, London
- 2010: Lucien Freud Centre Georges Pompidou, Paris
- 2008: Gemeentemuseum Den Haag, The Hague
- 2007/2008: Lucian Freud. The Painter’s Etchings. MoMA, New York
- 2007: Irish Museum of Modern Art, Dublin
- 2007: Louisiana on Paper – Lucian Freud, Louisiana Museum of Modern Art, Humlebæk
- 2005: Lucian Freud, Museo Correr, Venedig
- 2004: Lucian Freud: Etchings 1964–2004. Scottish National Gallery of Modern Art, Edinburgh
- 2002: Lucian Freud. Tate Britain; La Caixa Barcelona; Museum of Contemporary Art, Los Angeles
- 2000/2001: Lucian Freud Naked Portraits. Museum für Moderne Kunst, Frankfurt am Main
- 1998: Lucian Freud. Some New Paintings. Tate Modern, London
- 1997: Lucian Freud, Early Works. Scottish National Gallery of Modern Art, Edinburgh
- 1993/1994: Lucian Freud. Recent Works. Whitechapel Art Gallery, London, Metropolitan Museum of Art, NY
- 1995: Bacon – Freud: Expressions. Fondation Maeght, Saint Paul de Vence
- 1974: Lucian Freud, Hayward Gallery, London

### Primärliteratur
- Lucian Freud: Some Thoughts on Painting / Einige Gedanken über Malerei. Encounter, Juli 1954. Wiederabdruck in: Rolf Lauter (Hrsg.): Lucian Freud. Naked Portraits. Werke der 1940er bis 1990er Jahre / Works from the 1940s to the 1990s. Hatje Cantz, Ostfildern-Ruit 2001, ISBN 978-3-7757-9043-7, S. 281–284.
- Lucian Freud – Portraits. DVD, Gespräche von Jake Auerbach und William Feaver mit Freud-Modellen. Jake Auerbach Films, 2004.
- The artist out of cage. Lucian Freud Interview with William Feaver. In: The Observer Review. Nr. 10495, 6. Dezember 1992, S. 45–46. Wiederabdruck und Übersetzung Der Künstler ausserhalb des Käfigs. In: Rolf Lauter (Hrsg.): Lucian Freud: Naked Portraits. Werke der 40er bis 90er Jahre / Works from the 1940s to the 1990s. Ostfildern-Ruit 2001, ISBN 978-3-7757-9043-7, S. 285–295.
- Art and Love. Lucian Freud interviewed by Leigh Bowery. In: The Independent Magazine. 11. Januar 1992. Wiederabdruck in: Lucian Freud. Recent Drawings and Etchings. Matthew Marks Gallery, New York 1993. Wiederabdruck in: Rolf Lauter (Hrsg.), Lucian Freud: Naked Portraits. Werke der 1940er bis 1990er Jahre / Works from the 1940s to the 1990s. Museum für Moderne Kunst, Frankfurt am Main. Hatje Cantz, Ostfildern-Ruit 2001, ISBN 978-3-7757-9043-7, S. 297–301.

### Sekundärliteratur
- Julian Barnes: Freud: The Episodicist. Erstveröffentlichung in: London Review of Books. 5. Dezember 2013; wiederveröffentlicht in: Keeping an Eye Open – Essays on Art. Jonathan Cape, London 2015, ISBN 978-0-224-10201-8, S. 237–258.
- David Cohen: Freud, Lucian. In: Jane Turner (Hrsg.): The Dictionary of Art. Bd 11. Macmillan, London 1996, S. 764–765.
- Andreas Franzke: Freud, Lucian. In: Allgemeines Künstlerlexikon. Die Bildenden Künstler aller Zeiten und Völker (AKL). Band 44, Saur, München u. a. 2005, ISBN 3-598-22784-1, S. 473 f.
- Martin Gayford: Mann mit blauem Schal. Ich saß für Lucian Freud. Piet Meyer Verlag, Bern 2011, ISBN 978-3-905799-11-8.

Biografien
- Jonathan Cape: A Painter’s Progress: A Portrait of Lucian Freud. Random House, London 2014, ISBN 978-0-224-09712-3.
- William Feaver: The Lives of Lucian Freud. The Restless Years, 1922-1968. Bloomsbury Publ. London 2019, ISBN 978-0-525-65752-1.
- William Feaver: The Lives of Lucian Freud: Fame 1968-2011. Bloomsbury Publishing, London 2020, ISBN 978-1-5266-0356-2.
- Geordie Greig: Frühstück mit Lucian Freud. Aus dem Engl. von Matthias Fienbork. Nagel & Kimche, München 2014, ISBN 978-3-312-00609-0.
- Ingrid Lange-Schmidt: Lucian Freud. Viel mehr als nur „der Enkel“ – Aspekte einer künstlerischen Entwicklung. Lit-Verlag, Berlin 2010, ISBN 978-3-643-10786-2.
- Jennifer Arlene Stone: Freud's Body Ego or Memorabilia of Grief: Lucian Freud and William Kentridge. Javaribooks, New York 2013, ISBN 978-0-9679161-8-7.

Ausstellungskataloge
- Ursula Blanchebarbe (Hrsg.): Lucian Freud. Kerber, Reutlingen / Bielefeld 1997, ISBN 3-924639-82-5.
- Daniel Blau (Hrsg.): Lucian Freud. Porträts. Mit Essay von Norman Rosenthal. Hirmer, München 2011, ISBN 978-3-7774-3971-6.
- Eva-Marie Blattner (Hrsg.): Lucian Freud, Graphik, prints. Städtisches Kunstmuseum Spendhaus, Reutlingen 2002, ISBN 3-933820-43-X.
- Robert Hughes: Lucian Freud, Gemälde. Thames & Hudson, London 1987, ISBN 3-88609-235-6.
  - Englische Fassung: Robert Hughes: Lucian Freud Paintings. Thames & Hudson, London 1989, ISBN 0-500-27535-1.
- Rolf Lauter (Hrsg.): „Lucian Freud Naked Portraits.“ Werke der 40er bis 90er Jahre / Works from the 1940s to the 1990s. Mit Beiträgen von Jean-Christophe Ammann, Craig Hartley, Rolf Lauter. Hatje Cantz, Ostfildern-Ruit 2001, ISBN 3-7757-9043-8.
- Lucian Freud. The Painters and His Family. Freud Museum London, London 2022.[12]

## Filme
- 2004: Lucian Freud: Portraits. Dokumentarfilm. Regie: Jack Auerbach, mit Isobel, Rose und Suzie Boyt, Andrew und Deborah Cavendish, Andrew Parker Bowles, David Hockney, Francis Wyndham, David Dawson und Sue Tilley u. a.
- 2012: Freud’s Naked Truths. Regie: Randall Wright, mit Jeff Wilburn.
- 2005: Der Maler Lucian Freud. TV – 3sat vom 29. April 2006.
- 2019: Lucian Freud. Ein Selbstporträt. Exhibition on Screen: Lucian Freud. Dokumentation der Ausstellung in der Royal Academy of Arts, London. Regie: David Bickerstaff. Länge: 80 Minuten.